# Temnothorax nylanderi

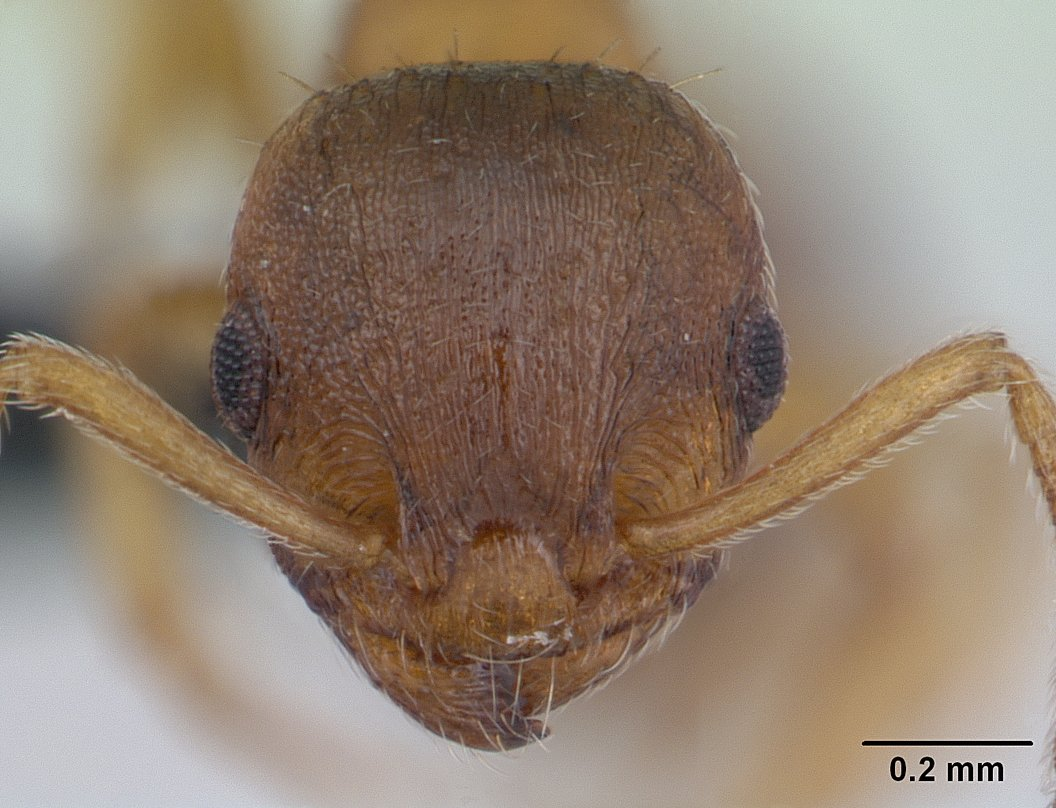
Голова рабочего муравья Temnothorax nylanderi

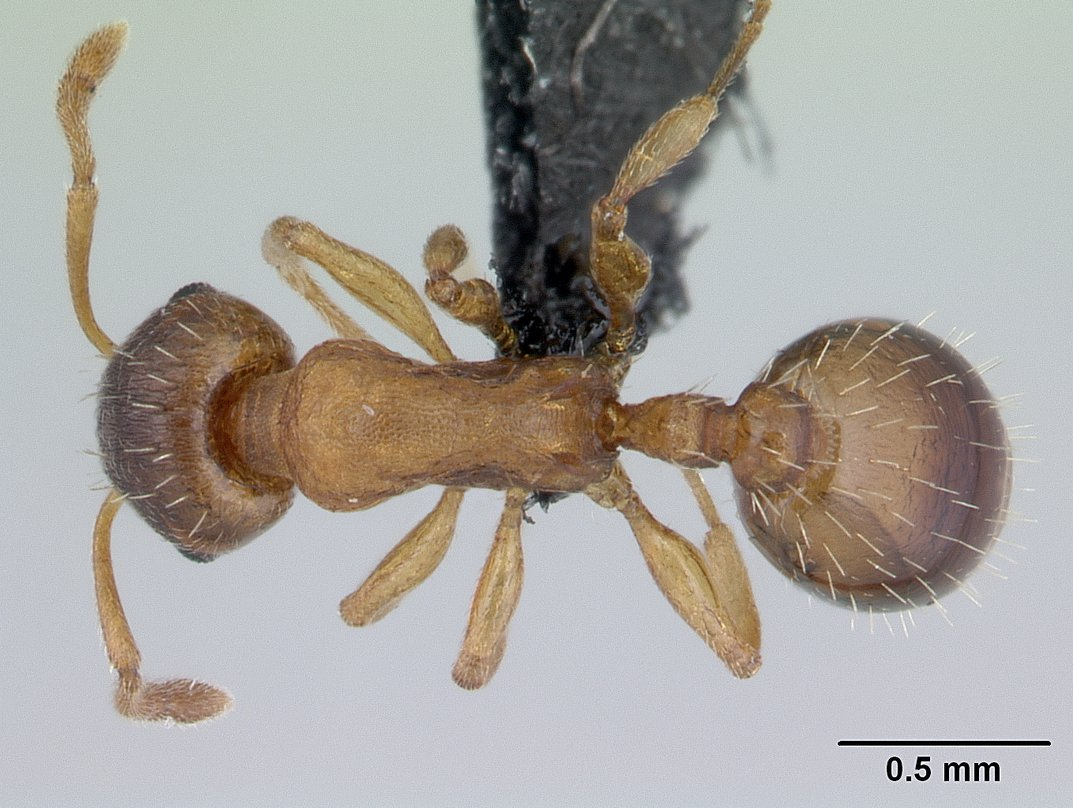
Вид сверху рабочего муравья Temnothorax nylanderi

Temnothorax nylanderi (лат.) — вид мелких по размеру муравьёв рода Temnothorax трибы Crematogastrini из подсемейства Myrmicinae (Formicidae).

## Распространение
Европа, от Португалии и Франции до Швеции, России, Украины, Армении и Грузии.

## Описание
Мелкие желтовато-буроватые муравьи (2—3 мм), самцы чёрные. Усики рабочих и самок 12-члениковые (у самцов из 13 сегментов), булава 3-члениковая. Скапус усика короткий (не достигает затылочного края головы примерно на два своих поперечника). Проподеальные шипики на заднегруди развиты, средней длины, заострённые, направлены назад и вверх, широкие в основании. Малочисленные семьи обитают в гнёздах, расположенных в подстилке и древесных остатках, иногда под камнями. Моногинный вид, включает одну яйцекладущую самку и от 100 до 200 рабочих муравьёв. Вид более агрессивный, чем Leptothorax acervorum и, несмотря на малый размер, атакует и жалит. Крылатые самки и самцы появляются в июле, брачный лёт происходит в начале августа.
Монандрический вид, однако генетическая структура популяций может различаться из-за слияния колоний и внутривидового паразитизма: молодые матки и целые колонии могут захватить гнезда других колоний, когда подходящие пустые гнездовые участки встречаются редко. В ходе такого объединения одна из двух маток рано или поздно будет устранена агрессией среди самок и рабочих.
В муравьях Temnothorax nylanderi протекает развитие личинок вида ленточных червей Anomotaenia brevis (Cestoda, Cyclophyllidea). Находясь в полости тела муравья, цистицеркоид Anomotaenia brevis влияет на экспрессию генов в головном мозге и брюшке хозяина, воздействуя на его физиологию и поведение. Заражённые рабочие муравьи обладают более светлой, слабо склеротизированной кутикулой, они большее время проводят в гнезде и обладают значительно больше продолжительностью жизни (до 3 лет), вероятно, близкой к таковой у королев, наблюдается снижение среднего размера взрослых особей, уменьшение ног, глаз и головы, увеличение петиоля. У заражённых рабочих скорость метаболизма и содержание липидов были такими же, как у молодых рабочих этого вида, и они получали больше социальной заботы, чем незараженные рабочие и королевы в своих колониях.
Присутствие паразитов в организме взрослых муравьев также изменяет количество кутикулярных соединений, но не их качество. Паразиты вызывают некоторые изменения в синтезе/выделении 13 кутикулярных углеводородов. Чем больше паразитов в рабочем организме, тем больше количественные изменения в четырех кутикулярных углеводородах по сравнению с нормальными муравьями. Такие изменения (морфология, химия, поведение) могут объяснить частичную непереносимость нормальными рабочими паразитированных муравьев.

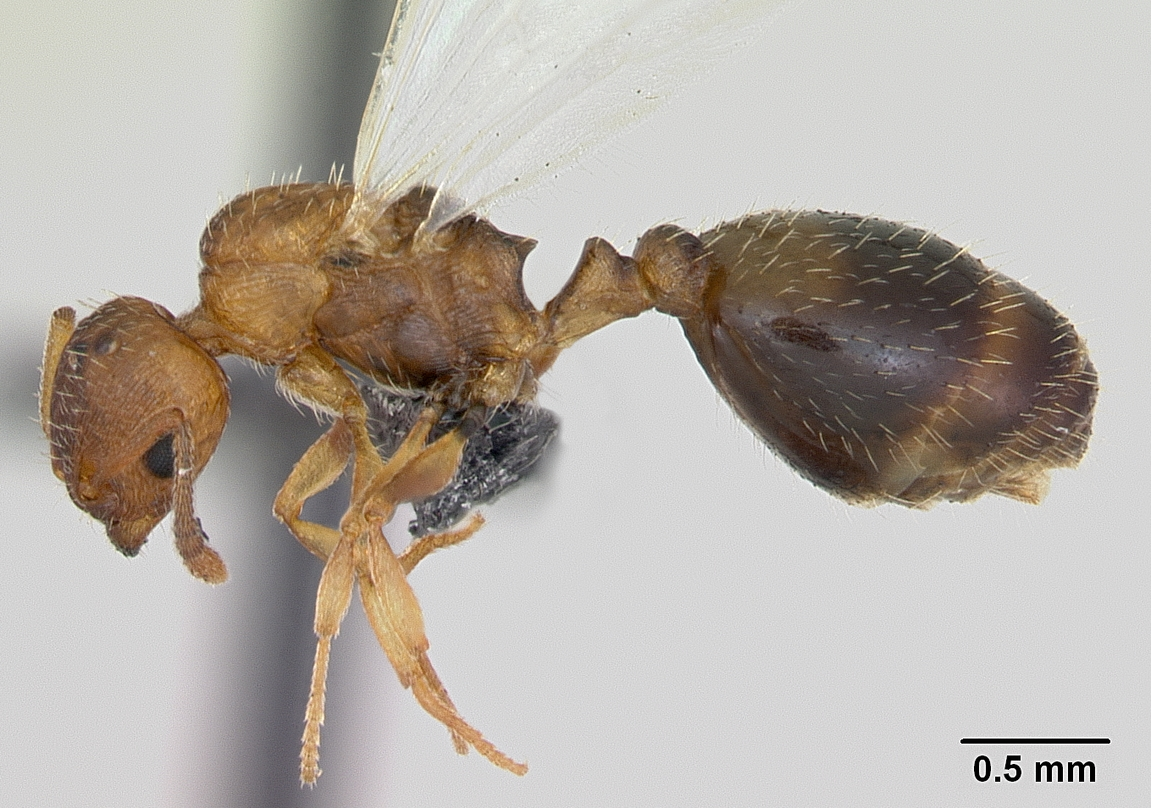
Самка сбоку
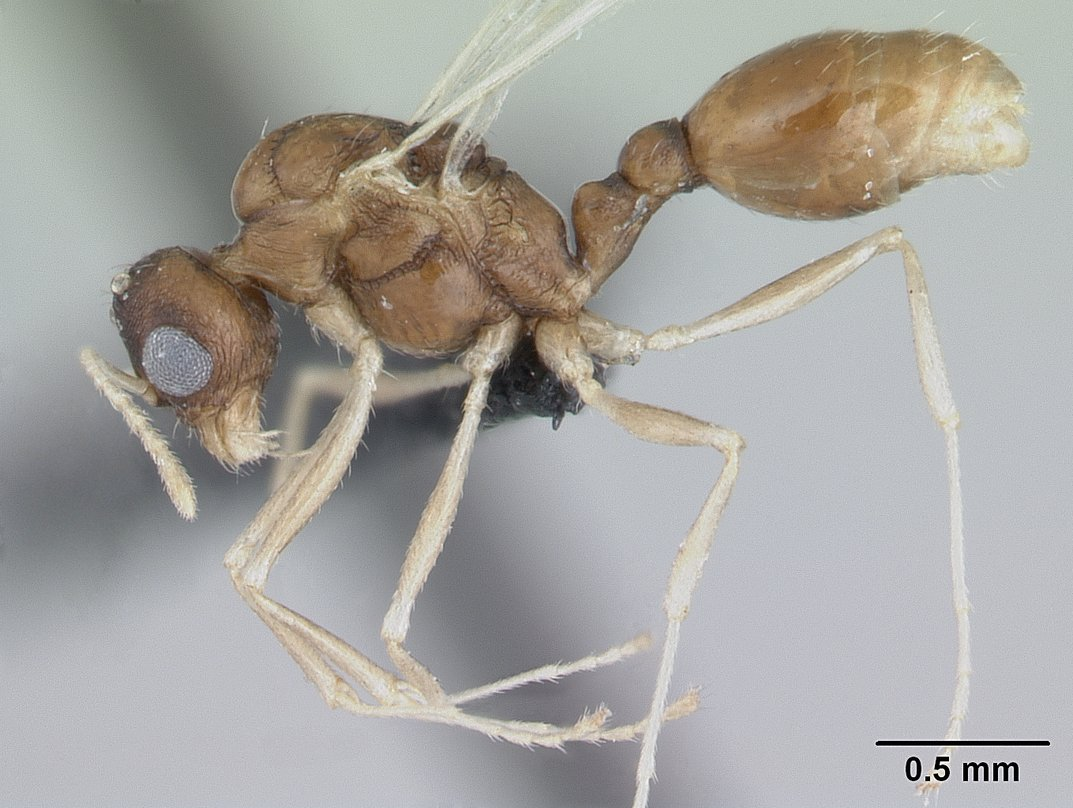
Самец сбоку
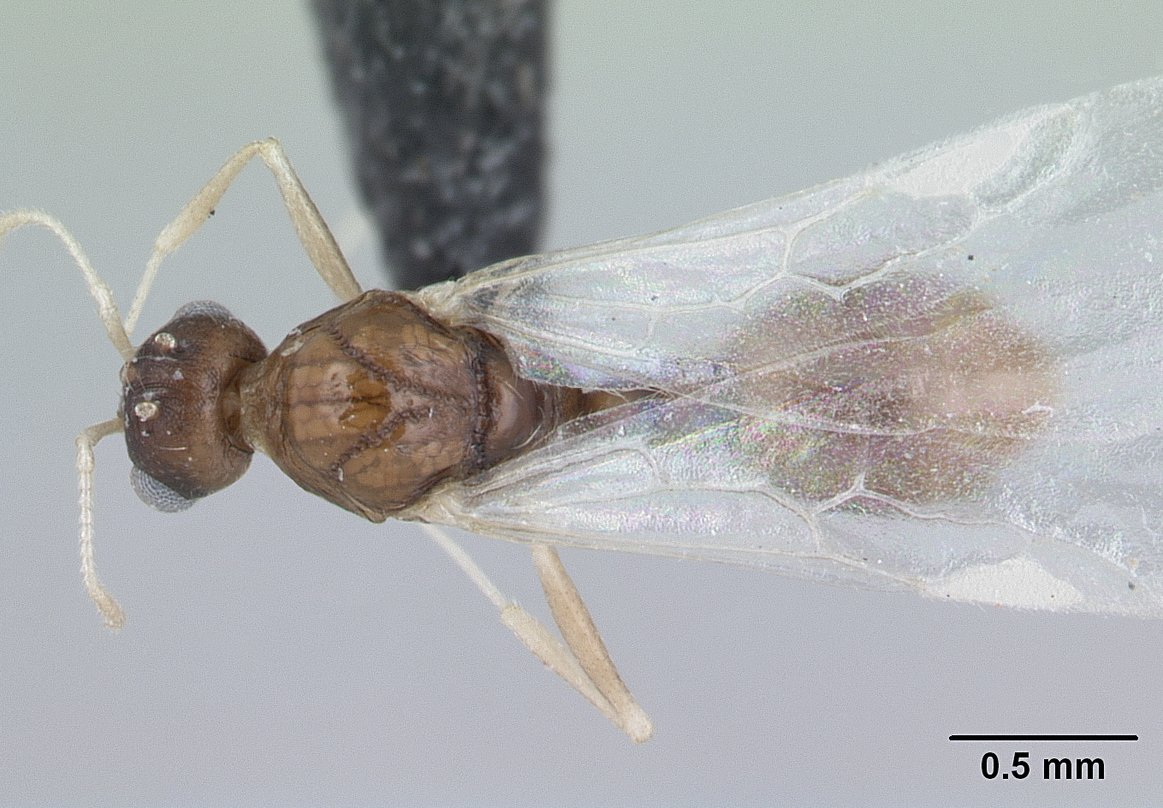
Самец сверху

## Систематика
Вид Temnothorax nylanderi был впервые описан в 1850 году немецким энтомологом Арнольдом Фёрстером (Arnold Förster, 1810—1884) под первоначальным названием Myrmica nylanderi, с 1855 года в составе рода Leptothorax (полтора века упоминался как Leptothorax nylanderi). В составе рода Temnothorax впервые обозначен в 2003 году (Bolton, 2003: 271). Видовое название дано в честь финского натуралиста Уильяма Нюландера (William Nylander, 1822—1899).